# Autoroute 7 (Luxemburg)
Die Autoroute 7, kurz A7, auch „Route du Nord“ oder auf Luxemburgisch „Nordstrooss“ genannt, verläuft vom Autobahndreieck Grünewald (Jonction Grunewald) in nördliche Richtung.
Die Gesamtlänge der A7 beträgt in ihrem heutigen Endzustand 31,469 km.
Ein nicht unwesentlicher Teil der A7 verläuft durch Tunnel:
- Gousselerbierg-Tunnel (Länge: 2.695 m)
- Mersch-Tunnel (Länge: 530 m)
- Grouft-Tunnel (Länge: 2.966 m)
- Stafelter-Tunnel (Länge: 1.850 m)

Seit 2002 ist die Einmündung der A7 auf die A1 (Jonction Grunewald) und die Anschlussstelle Waldhaff (Übergang auf die N11) fertiggestellt. Die Länge dieses Teilstücks beträgt ca. 1,3 km.
Die Gesamtstrecke ist seit dem 23. September 2015 nach 36 Jahren Bauzeit voll befahrbar.

## B7
Bei Schieren geht die A7 in die B7 (Voie express 7) über, die die Route du Nord bis Wemperhardt fortsetzt. Die B7 verbindet die A7 mit der N7 und gilt als Umfahrung der Agglomeration Ettelbrück, Ingeldorf und Diekirch.